# SN 2009fl
SN 2009fl – supernowa typu Ia odkryta 30 maja 2009 roku w galaktyce NGC 6146. W momencie odkrycia miała maksymalną jasność 17,70m.